# Angitia fuscosa
Angitia fuscosa är en fjärilsart som beskrevs av Antonius Johannes Theodorus Janse 1914. Angitia fuscosa ingår i släktet Angitia och familjen nattflyn. Inga underarter finns listade i Catalogue of Life.